# Bayer 04 Leverkusen Fußball 2009-2010
Questa voce raccoglie le informazioni riguardanti il Bayer 04 Leverkusen Fußball nelle competizioni ufficiali della stagione 2009-2010.

## Stagione
Nella stagione 2009/2010 il Bayer Leverkusen ha giocato la Bundesliga, prima divisione del calcio tedesco.
Ha concluso il girone di andata al primo posto imbattuta ed ha stabilito il record in Bundesliga di 24 partite senza sconfitte. Nel girone di ritorno è vittima di un vistoso calo che lo ha portato a concludere la stagione al 4º posto, sfiorando la qualificazione in Champions League.
La squadra non ha preso parte a competizioni europee ed è stata eliminata al secondo turno della Coppa di Germania.
La rivista tedesca Kicker, al termine della stagione, ha inserito 3 giocatori del Leverkusen nella sua formazione ideale: Stefan Kießling, Sami Hyypiä e Gonzalo Castro.
Il 1º giugno 2010, il C.T. Joachim Löw nella selezione per Sudafrica 2010 ha inserito Toni Kroos e Stefan Kießling. Ne sono invece stati esclusi René Adler, fino ad allora portiere titolare, che ha subito un'operazione alle costole e Simon Rolfes anch'egli a causa di un infortunio.
Anche Hans Sarpei del Ghana e Arturo Vidal per il Cile con Tranquillo Barnetta ed Eren Derdiyok della Svizzera sono stati inseriti nelle loro rose definitive.
Hans Sarpei inoltre, insieme ad Asimiou Touré (che però non ha partecipato alla manifestazione per il ritiro della nazionale togolese) ha fatto parte della propria nazionale per la Coppa d' Africa 2010

## Maglie e sponsor
Lo sponsor che compare sulle maglie della società è TelDaFax Energy.
Lo sponsor tecnico è il marchio Tedesco Adidas.
| Casa Maglia | Casa Alternativa | Trasferta Maglia | Terza Maglia |

## Organigramma societario
Area direttiva
- Presidente: Wolfgang Holzhäuser
- Direttore delle Finanze: Fabian Otto
- Responsabile area Legale: Christine Bernard

Area comunicazione
- Responsabile area comunicazione: Meinolf Sprink

Area marketing
- Direttore Ufficio marketing: Martin Kovalevsky

Area tecnica
- Direttore sportivo: Rudi Völler
- Allenatore: Jupp Heynckes
- Allenatore in seconda: Peter Hermann
- Preparatore/i atletico/i: Zvonko Komes, Dr. Holger Broich
- Preparatore dei portieri: Rüdiger Vollborn
- Medico sociale: Dr. Josef Schmitt

## Rosa
| N. |                      | Ruolo | Calciatore              |
| -- | -------------------- | ----- | ----------------------- |
| 1  | Germania (bandiera)  | P     | René Adler              |
| 2  | Germania (bandiera)  | D     | Daniel Schwaab          |
| 3  | Germania (bandiera)  | D     | Stefan Reinartz         |
| 4  | Finlandia (bandiera) | D     | Sami Hyypiä             |
| 5  | Germania (bandiera)  | D     | Manuel Friedrich        |
| 6  | Germania (bandiera)  | C     | Simon Rolfes (Capitano) |
| 7  | Svizzera (bandiera)  | C     | Tranquillo Barnetta     |
| 8  | Germania (bandiera)  | C     | Lars Bender °           |
| 9  | Germania (bandiera)  | A     | Patrick Helmes          |
| 10 | Brasile (bandiera)   | C     | Renato Augusto          |
| 11 | Germania (bandiera)  | A     | Stefan Kießling         |
| 14 | Germania (bandiera)  | D     | Sascha Dum *            |
| 15 | Ghana (bandiera)     | D     | Hans Sarpei             |
| 15 | Germania (bandiera)  | A     | Richard Sukuta-Pasu *   |
| 18 | Polonia (bandiera)   | C     | Tomasz Zdebel           |

| N. |                      | Ruolo | Calciatore            |
| -- | -------------------- | ----- | --------------------- |
| 19 | Svizzera (bandiera)  | A     | Eren Derdiyok         |
| 20 | Germania (bandiera)  | D     | Lukas Sinkiewicz      |
| 22 | Germania (bandiera)  | P     | Benedikt Fernandez    |
| 23 | Cile (bandiera)      | D     | Arturo Vidal          |
| 24 | Rep. Ceca (bandiera) | D     | Michal Kadlec         |
| 26 | Grecia (bandiera)    | D     | Athanasios Petsos °   |
| 26 | Togo (bandiera)      | D     | Asimiou Touré *       |
| 27 | Germania (bandiera)  | D     | Gonzalo Castro        |
| 28 | Turchia (bandiera)   | C     | Burak Kaplan          |
| 29 | Grecia (bandiera)    | A     | Theofanīs Gkekas *    |
| 33 | Germania (bandiera)  | A     | Pierre De Wit *       |
| 36 | Germania (bandiera)  | P     | Fabian Giefer         |
| 39 | Germania (bandiera)  | C     | Toni Kroos            |
| 45 | Germania (bandiera)  | A     | Dominick Drexler      |
| 54 | Germania (bandiera)  | A     | Pierre-Michel Lasogga |

*  ceduti durante la stagione
° arrivati a stagione in corso

## Staff tecnico
| Allenatore:          | Jupp Heynckes    |
| Vice-Allenatore:     | Peter Hermann    |
| Allenatore portieri: | Rüdiger Vollborn |
| Medico sociale:      | Josef Schmitt    |

## Trasferimenti
| Arrivi | Arrivi            | Arrivi              | Arrivi        |
| R.     | Nome              | da                  | Modalità      |
| ------ | ----------------- | ------------------- | ------------- |
| P      | Fabian Giefer     | Bayer Leverkusen II |               |
| D      | Stefan Reinartz   | Norimberga          | fine prestito |
| D      | Sami Hyypiä       | Liverpool           |               |
| D      | Athanasios Petsos | Norimberga          |               |
| D      | Daniel Schwaab    | Friburgo            |               |
| C      | Tomasz Zdebel     | Basilea             |               |
| C      | Lars Bender       | Monaco 1860         |               |
| C      | Pierre De Wit     | Osnabrück           | fine prestito |
| C      | Burak Kaplan      | Bayer Leverkusen II |               |
| A      | Theofanīs Gkekas  | Portsmouth          | fine prestito |
| A      | Assimiou Touré    | Osnabrück           | fine prestito |
| A      | Eren Derdiyok     | Basilea             |               |

| Partenze | Partenze              | Partenze              | Partenze                        |  |
| R.       | Nome                  | a                     | Modalità                        |  |
| -------- | --------------------- | --------------------- | ------------------------------- |  |
| P        | Eric Domaschke        | Wehen Wiesbaden       | prestito                        |  |
| P        | Gabor Király          | Monaco 1860           | fine prestito                   |  |
| D        | Sascha Dum            | Energie Cottbus       | prestito                        |  |
| D        | Vratislav Greško      | -                     | svincolato                      |  |
| D        | Karim Haggui          | Hannover 96           | definitivo                      |  |
| D        | Pirmin Schwegler      | Eintracht Francoforte | definitivo                      |  |
| D        | Henrique Adriano Buss | Racing Santander      | fine prestito                   |  |
| C        | Bernd Schneider       | -                     | fine carriera                   |  |
| C        | Pierre De Wit         | Kaiserslautern        | definitivo (sessione invernale) |  |
| A        | Richard Sukuta-Pasu   | St. Pauli             | prestito (sessione invernale)   |  |
| A        | Theofanīs Gkekas      | Hertha Berlino        | prestito (sessione invernale)   |  |
| A        | Assimiou Touré        | Arminia Bielefeld     | definitivo (sessione invernale) |  |
| A        | Constant Djakpa       | Hannover 96           | prestito                        |  |
| A        | Aggelos Charisteas    | Norimberga            | fine prestito                   |  |

## Risultati

### Bundesliga

#### Girone di andata
| Arbitro: | Aytekin |

|                        |           |                           |
| Hoogland 5’ Gunkel 82’ | Marcatori | 42’ Derdiyok 43’ Kießling |

| Arbitro: | Gagelmann |

|              |           |  |
| Kießling 67’ | Marcatori |  |

| Arbitro: | Fritz |

|  |           |                                                  |
|  | Marcatori | 35’ Kießling 47’, 76’ Barnetta 69’, 84’ Derdiyok |

| Arbitro: | Stark |

|                            |           |               |
| Friedrich 41’ Kießling 68’ | Marcatori | 32’ Klimowicz |

| Arbitro: | Brych |

|                                  |           |                                     |
| Misimović 76’ Grafite 80’ (rig.) | Marcatori | 38’, 52’ (rig.) Rolfes 58’ Kießling |

| Leverkusen 20 settembre 2009, ore 17:30 CEST 6ª giornata | Bayer Leverkusen | 0 – 0 referto | Werder Brema | BayArena (30 210 spett.)\| Arbitro: \| Sippel \| |
| Arbitro:                                                 | Sippel           |               |              |                                                  |

| Arbitro: | Kempter |

|  |           |            |
|  | Marcatori | 82’ Rolfes |

| Arbitro: | Schmidt |

|                                                      |           |  |
| Kroos 2’ Rolfes 28’ (rig.) Derdiyok 34’ Kießling 68’ | Marcatori |  |

| Amburgo 17 ottobre 2009, ore 18:30 CEST 9ª giornata | Amburgo | 0 – 0 referto | Bayer Leverkusen | HSH Nordbank Arena (57 000 spett.)\| Arbitro: \| Meyer \| |
| Arbitro:                                            | Meyer   |               |                  |                                                           |

| Arbitro: | Rafati |

|               |           |            |
| Friedrich 65’ | Marcatori | 8’ Barrios |

| Arbitro: | Weiner |

|                         |           |                        |
| Kurányi 83’ Sánchez 88’ | Marcatori | 29’ Kroos 44’ Kießling |

| Arbitro: | Zwayer |

|                                              |           |  |
| Kießling 2’ Reinartz 6’ Kroos 11’ Bender 86’ | Marcatori |  |

| Arbitro: | Kircher |

|          |           |              |
| Gómez 8’ | Marcatori | 14’ Kießling |

| Arbitro: | Meyer |

|                                            |           |  |
| Kießling 22’, 59’, 87’ (rig.) Derdiyok 39’ | Marcatori |  |

| Hannover 5 dicembre 2009, ore 15:30 CET 15ª giornata | Hannover 96 | 0 – 0 referto | Bayer Leverkusen | AWD-Arena (34 341 spett.)\| Arbitro: \| Sippel \| |
| Arbitro:                                             | Sippel      |               |                  |                                                   |

| Arbitro: | Rafati |

|               |           |                      |
| Ramos 8’, 90’ | Marcatori | 77’ Kroos 90’ Kaplan |

| Arbitro: | Drees |

|                             |           |                        |
| Kroos 18’, 69’ Derdiyok 60’ | Marcatori | 36’ Brouwers 54’ Dante |

#### Girone di ritorno
| Arbitro: | Fleischer |

|                                                |           |                         |
| Kadlec 15’ Barnetta 19’ Kroos 30’ Derdiyok 88’ | Marcatori | 8’ Hoogland 67’ Bungert |

| Arbitro: | Aytekin |

|  |           |                                   |
|  | Marcatori | 11’ Hyypiä 51’ Kroos 72’ Barnetta |

| Arbitro: | Stark |

|                                      |           |              |
| Kießling 36’ Derdiyok 37’ Hyypiä 40’ | Marcatori | 66’ Bastians |

| Arbitro: | Wagner |

|           |           |              |
| Dedič 68’ | Marcatori | 45’ Derdiyok |

| Arbitro: | Kinhöfer |

|                           |           |           |
| Reinartz 48’ Derdiyok 68’ | Marcatori | 79’ Džeko |

| Arbitro: | Weiner |

|                             |           |                        |
| Pizarro 34’ Mertesacker 90’ | Marcatori | 29’ Derdiyok 57’ Kroos |

| Leverkusen 27 febbraio 2010, ore 18:30 CET 24ª giornata | Bayer Leverkusen | 0 – 0 referto | Colonia | BayArena (30 210 spett.)\| Arbitro: \| Kircher \| |
| Arbitro:                                                | Kircher          |               |         |                                                   |

| Arbitro: | Drees |

|                                    |           |                         |
| Choupo-Moting 42’, 45’ Tavares 55’ | Marcatori | 66’ Kießling 73’ Helmes |

| Arbitro: | Aytekin |

|                                           |           |                          |
| Kießling 22’, 62’ Derdiyok 55’ Castro 84’ | Marcatori | 33’ Roberto 83’ Rozehnal |

| Arbitro: | Meyer |

|                               |           |  |
| Barrios 50’, 60’ Rangelov 87’ | Marcatori |  |

| Arbitro: | Weiner |

|  |           |                  |
|  | Marcatori | 11’, 27’ Kurányi |

| Arbitro: | Stark |

|                                     |           |                   |
| Teber 28’ (rig.) Caio 62’ Franz 89’ | Marcatori | 33’, 46’ Kießling |

| Arbitro: | Kircher |

|           |           |                   |
| Vidal 59’ | Marcatori | 51’ (rig.) Robben |

| Arbitro: | Gräfe |

|                |           |              |
| Cacau 29’, 85’ | Marcatori | 13’ Kießling |

| Arbitro: | Kinhöfer |

|                                     |           |  |
| Kießling 25’, 88’ (rig.) Kaplan 64’ | Marcatori |  |

| Arbitro: | Sippel |

|               |           |             |
| Friedrich 59’ | Marcatori | 12’ Raffael |

| Arbitro: | Wagner |

|              |           |            |
| Brouwers 55’ | Marcatori | 34’ Helmes |

### Coppa di Germania
| Arbitro: | Hartmann |

|  |           |              |
|  | Marcatori | 67’ Derdiyok |

| Arbitro: | Wagner |

|                       |           |            |
| Sam 12’ Jendrišek 62’ | Marcatori | 86’ Gkekas |

## Statistiche

### Statistiche di squadra
| Competizione      | Punti | In casa | In casa | In casa | In casa | In casa | In casa | In trasferta | In trasferta | In trasferta | In trasferta | In trasferta | In trasferta | Totale | Totale | Totale | Totale | Totale | Totale | DR  |
| Competizione      | Punti | G       | V       | N       | P       | Gf      | Gs      | G            | V            | N            | P            | Gf           | Gs           | G      | V      | N      | P      | Gf     | Gs     | DR  |
| ----------------- | ----- | ------- | ------- | ------- | ------- | ------- | ------- | ------------ | ------------ | ------------ | ------------ | ------------ | ------------ | ------ | ------ | ------ | ------ | ------ | ------ | --- |
| Bundesliga        | 59    | 17      | 11      | 5       | 1       | 37      | 14      | 17           | 4            | 9            | 4            | 28           | 24           | 34     | 15     | 14     | 5      | 65     | 38     | +27 |
| Coppa di Germania | -     | 0       | 0       | 0       | 0       | 0       | 0       | 2            | 1            | 0            | 1            | 2            | 2            | 2      | 1      | 0      | 1      | 2      | 2      | 0   |
| Totale            | -     | 17      | 11      | 5       | 1       | 37      | 14      | 19           | 5            | 9            | 5            | 30           | 26           | 36     | 16     | 14     | 6      | 67     | 40     | +27 |

### Andamento in campionato
| Giornata  | 1 | 2 | 3 | 4 | 5 | 6 | 7 | 8 | 9 | 10 | 11 | 12 | 13 | 14 | 15 | 16 | 17 | 18 | 19 | 20 | 21 | 22 | 23 | 24 | 25 | 26 | 27 | 28 | 29 | 30 | 31 | 32 | 33 | 34 |
| --------- | - | - | - | - | - | - | - | - | - | -- | -- | -- | -- | -- | -- | -- | -- | -- | -- | -- | -- | -- | -- | -- | -- | -- | -- | -- | -- | -- | -- | -- | -- | -- |
| Luogo     | T | C | T | C | T | C | T | C | T | C  | T  | C  | T  | C  | T  | T  | C  | C  | T  | C  | T  | C  | T  | C  | T  | C  | T  | C  | T  | C  | T  | C  | C  | T  |
| Risultato | N | V | V | V | V | N | V | V | N | N  | N  | V  | N  | V  | N  | N  | V  | V  | V  | V  | N  | V  | N  | N  | P  | V  | P  | P  | P  | N  | P  | V  | N  | N  |
| Posizione | 8 | 6 | 1 | 2 | 2 | 2 | 2 | 1 | 1 | 1  | 1  | 1  | 1  | 1  | 1  | 1  | 1  | 1  | 1  | 1  | 1  | 1  | 1  | 2  | 3  | 3  | 3  | 3  | 3  | 3  | 4  | 4  | 4  | 4  |

Legenda:

Luogo: C = Casa; T = Trasferta. Risultato: V = Vittoria; N = Pareggio; P = Sconfitta.

### Statistiche dei giocatori
| Giocatore     | Bundesliga | Bundesliga | Bundesliga  | Bundesliga | Coppa di Germania | Coppa di Germania | Coppa di Germania | Coppa di Germania | Totale   | Totale | Totale      | Totale     |
| Giocatore     | Presenze   | Reti       | Ammonizioni | Espulsioni | Presenze          | Reti              | Ammonizioni       | Espulsioni        | Presenze | Reti   | Ammonizioni | Espulsioni |
| ------------- | ---------- | ---------- | ----------- | ---------- | ----------------- | ----------------- | ----------------- | ----------------- | -------- | ------ | ----------- | ---------- |
| R. Adler      | 31         | 0          | 2           | 0          | 2                 | 0                 | 0                 | 0                 | 33       | 0      | 2           | 0          |
| T. Bobel      | -          | -          | -           | -          | -                 | -                 | -                 | -                 | -        | -      | -           | -          |
| B. Fernandez  | -          | -          | -           | -          | -                 | -                 | -                 | -                 | -        | -      | -           | -          |
| F. Giefer     | 3          | 0          | 0           | 0          | -                 | -                 | -                 | -                 | 3        | 0      | 0           | 0          |
| G. Castro     | 29         | 1          | 4           | 0          | 1                 | 0                 | 0                 | 0                 | 30       | 1      | 4           | 0          |
| M. Friedrich  | 31         | 3          | 5           | 0          | 2                 | 0                 | 0                 | 0                 | 33       | 3      | 5           | 0          |
| S. Hyypiä     | 32         | 2          | 7           | 0          | 1                 | 0                 | 0                 | 0                 | 33       | 2      | 7           | 0          |
| M. Kadlec     | 23         | 1          | 3           | 0          | 1                 | 0                 | 0                 | 0                 | 24       | 1      | 3           | 0          |
| H. Sarpei     | 12         | 0          | 1           | 0          | 1                 | 0                 | 0                 | 0                 | 13       | 0      | 1           | 0          |
| D. Schwaab    | 27         | 0          | 5           | 1          | 2                 | 0                 | 0                 | 0                 | 29       | 0      | 5           | 1          |
| L. Sinkiewicz | 7          | 0          | 1           | 0          | -                 | -                 | -                 | -                 | 7        | 0      | 1           | 0          |
| T. Barnetta   | 32         | 4          | 3           | 1          | 2                 | 0                 | 0                 | 0                 | 34       | 4      | 3           | 1          |
| L. Bender     | 20         | 1          | 0           | 0          | 1                 | 0                 | 0                 | 0                 | 21       | 1      | 0           | 0          |
| K. Kampl      | -          | -          | -           | -          | -                 | -                 | -                 | -                 | -        | -      | -           | -          |
| B. Kaplan     | 4          | 2          | 0           | 0          | -                 | -                 | -                 | -                 | 4        | 2      | 0           | 0          |
| T. Kroos      | 33         | 9          | 6           | 0          | 2                 | 0                 | 0                 | 0                 | 35       | 9      | 6           | 0          |
| T. Petsos     | 1          | 0          | 0           | 0          | -                 | -                 | -                 | -                 | 1        | 0      | 0           | 0          |
| S. Reinartz   | 27         | 2          | 7           | 0          | 2                 | 0                 | 0                 | 0                 | 29       | 2      | 7           | 0          |
| R. Augusto    | 17         | 0          | 1           | 0          | 1                 | 0                 | 0                 | 0                 | 18       | 0      | 1           | 0          |
| S. Rolfes     | 11         | 4          | 2           | 0          | 2                 | 0                 | 0                 | 0                 | 13       | 4      | 2           | 0          |
| A. Vidal      | 31         | 1          | 14          | 0          | 1                 | 0                 | 1                 | 0                 | 32       | 1      | 15          | 0          |
| T. Zdebel     | 8          | 0          | 0           | 0          | 1                 | 0                 | 0                 | 0                 | 9        | 0      | 0           | 0          |
| E. Derdiyok   | 33         | 12         | 3           | 1          | 2                 | 1                 | 0                 | 0                 | 35       | 13     | 3           | 1          |
| D. Drexler    | -          | -          | -           | -          | -                 | -                 | -                 | -                 | -        | -      | -           | -          |
| P. Helmes     | 12         | 2          | 0           | 0          | -                 | -                 | -                 | -                 | 12       | 2      | 0           | 0          |
| S. Kießling   | 33         | 21         | 3           | 0          | 2                 | 0                 | 0                 | 0                 | 35       | 21     | 3           | 0          |
| P. Lasogga    | -          | -          | -           | -          | -                 | -                 | -                 | -                 | -        | -      | -           | -          |
| T. Gkekas     | 6          | 0          | 0           | 0          | 2                 | 1                 | 0                 | 0                 | 8        | 1      | 0           | 0          |
| A. Touré      | 1          | 0          | 0           | 0          | -                 | -                 | -                 | -                 | 1        | 0      | 0           | 0          |